# Copernicia vespertilionum
Copernicia vespertilionum är en enhjärtbladig växtart som beskrevs av Leon. Copernicia vespertilionum ingår i släktet Copernicia och familjen Arecaceae. Inga underarter finns listade i Catalogue of Life.